# Główne Dowództwo Wojsk Kierunków
Główne Dowództwo Wojsk Kierunków (ros. Главные командования войск направлений) – tymczasowy organ dowodzenia wojskowego (główne dowództwo), strategicznego (operacyjno-strategicznego) kierownictwa wojsk (sił) (grupy okręgów lub frontów) Sił Zbrojnych ZSRR, na teatrze działań wojennych (TWD) lub na strategicznym kierunku tych działań.
Na jego czele stał dowódca (szef) mianowany przez Naczelnego Dowódcę Sił Zbrojnych ZSRR, któremu podporządkowano dowództwo (sztab) wojsk kierunku i dowództwo związków operacyjnych rodzajów sił zbrojnych, samodzielnych rodzajów wojsk (sił), wojsk specjalnych i innych formacji. Działania głównych dowództw koordynowane były przez Naczelne Dowództwo.
W Siłach Zbrojnych ZSRR po napadzie Niemiec i po zakończeniu wojny oraz w latach 1979-1992 funkcjonowały Główne Dowództwa Wojsk Kierunków i Dalekiego Wschodu.

## Główne Dowództwa Wojsk Kierunków

### Główne Dowództwo Wojsk Kierunku Zachodniego
Utworzone 10 lipca 1941 w celu koordynacji działań Frontu Zachodniego, Pińskiej Flotylli Wojskowej, następnie Frontów Zachodniego, Rezerwowego i Centralnego, rozwiązane 10 września 1941.
Powołane ponownie 1 lutego 1942 w celu koordynacji działań Frontu Zachodniego i Kalinińskiego. Rozwiązane 5 maja 1942.
Naczelni dowódcy: 
- Siemion Timoszenko (10.7–10.9.1941);
- Gieorgij Żukow (1.2–5.5.1942)

Członkowie Rady Wojskowej: Nikołaj Bułganin
Szefowie sztabu:
- Gierman Małandin (10–19.7.1941);
- Borys Szaposznikow (19–30.7.1941);
- Wasilij Sokołowski (30.7–10.9.1941).

### Główne Dowództwo Wojsk Kierunku Północno-Zachodniego
Utworzone 10 lipca 1941 w celu koordynowania działań Frontu Północnego, Frontu Północno-Zachodniego, Floty Północnej i Floty Bałtyckiej. Rozwiązane 27 sierpnia 1941.
Naczelny Dowódca: Klimient Woroszyłow (10.7–27.8.1941)
Członek Rady Wojskowej: Andriej Żdanow (10.7–27.8.1941)
Szefowie sztabu: 
- Matwiej Zacharow (10.7.1941–8.1941);
- Aleksandr Cwietkow, ros. Цветков, Александр Семёнович (8.1941–23.7.1941).

### Główne Dowództwo Wojsk Kierunku Południowo-Zachodniego
Utworzone 10 lipca 1941 w celu koordynacji działań Frontu Południowo-Zachodniego (lipiec 1941–czerwiec 1942), Południowego (wrzesień 1941–październik 1941), Briańskiego(grudzień 1941–kwiecień 1942) a także Floty Czarnomorskiej (lipiec 1941–kwiecień 1942). Rozwiązane 21 czerwca 1942.
Głównodowodzący: 
- Siemion Budionny (10 lipca 1941 – wrzesień 1941);
- Siemion Timoszenko (9.1941–21.6.1942)

Członek Rady Wojskowej: Nikita Chruszczow (5.8–1.10.1941, 24.12.1941–6.1942)
Szefowie sztabu: 
- Aleksandr Pokrowski (ros. Покровский, Александр Петрович) (7.1941–10.1941);
- Pawieł Bodin (ros. Бодин, Павел Иванович) (10.1941–12.1941);
- Iwan Bagramian (12.1941–21.6.1942)

### Główne Dowództwo Wojsk Kierunku Północnokaukaskiego
Utworzone 21 kwietnia 1942 w celu koordynacji działań Frontu Krymskiego, Sewastopolskiego Rejonu Obronnego, Północnokaukaskiego Okręgu Wojskowego, Floty Czarnomorskiej i Azowskiej Flotylli Wojskowej. Rozwiązane 19 maja 1942.
Głównodowodzący Siemion Budionny (21.4–19.5.1942)
Członek Rady Wojskowej: Piotr Sielezniow (ros. Селезнёв, Пётр Иванович) (21.4–19.5.1942)
Szef sztabu: Gieorgij Zacharow (21.4–19.5.1942)

### Główne Dowództwo Wojsk Radzieckich na Dalekim Wschodzie
Utworzone 30 lipca 1945 dla dowodzenia strategicznego wszystkimi siłami lądowymi i morskimi, działającymi przeciwko siłom zbrojnym Japonii; podlegały mu Fronty Zabajkalski, Dalekowschodni (od 5 sierpnia 2 Front Dalekowschodni), Nadmorska Grupa Wojsk (od 5 sierpnia, 1 Front Dalekowschodni), Flota Oceanu Spokojnego i Amurska Flotylla Wojskowa. Rozwiązane 17 grudnia 1945.
Głównodowodzący: Aleksandr Wasilewski (30.7–17.12.1945)
Członek Rady Wojskowej: Iosif Szykin (30.7–17.12.1945)
Szef sztabu: Siemion Iwanow (30.7–17.12.1945)